# Heavy metal ukrainien
Le heavy metal urkainien désigne la culture et la musique heavy metal implantées en Ukraine. Les sous-genres les plus courants du heavy metal ukrainien sont le black metal, le pagan metal, le folk metal et le death metal. Les groupes les plus populaires et les plus connus sont les groupes de black metal Drudkh, Nokturnal Mortum, Khors, Kroda, et les groupes de folk metal Holy Blood, Tin Sontsia, Veremiy et Kraamola.
Les groupes de metalcore Jinjer (formé en 2008) et Space of Variations (formé en 2009) ont signé un contrat avec Napalm Records. Stoned Jesus, Motanka, 1914 (formé en 2014) et IGNEA (formé en 2015) sont les groupes de métal les plus récents d'Ukraine avec une notoriété internationale.
Parmi les plus grands festivals, citons Metal Heads Mission (Crimée), Carpathian Alliance (région de Lviv), Global East (Kiev), ProRock (Kiev). Médias : parmi les magazines anciens et établis sur le territoire de l'ex-URSS, tels que Terroraiser, Atmosfear, il existe également un portail en anglais, Antichrist Magazine (depuis 2003).

## Histoire

### Années 1990

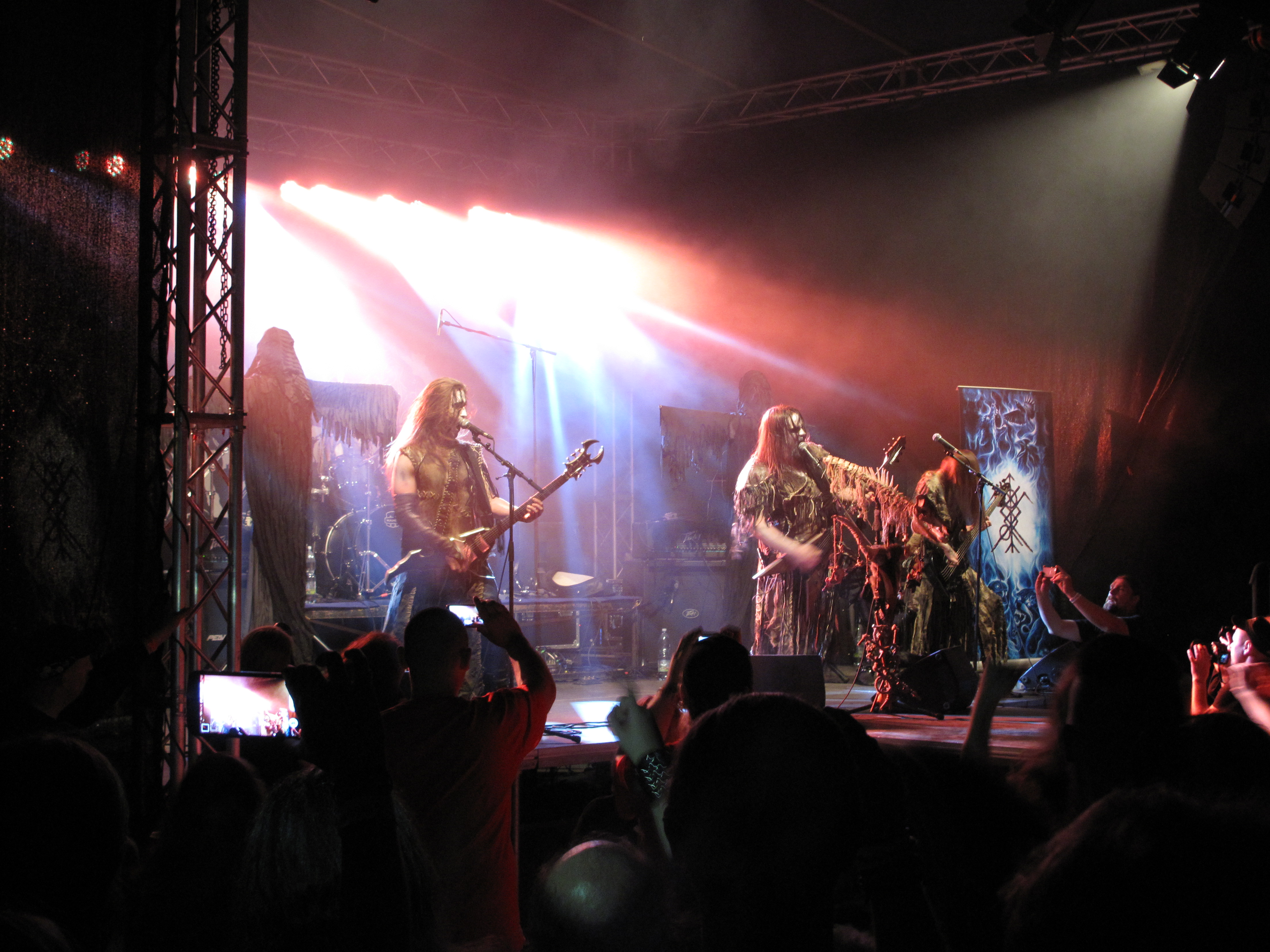
Nokturnal Mortum au festival Hell Fast Attack, 2015.

Nokturnal Mortum commence comme un groupe de death metal appelé Suppuration en 1991, puis ils se sont tournés vers le black metal et changent de nom pour Crystaline Darkness mais ont dû « changer le nom entre 1993 et 1994 pour Nocturnal Mortum parce qu'il existait déjà un groupe avec ce nom dans l'underground occidental. » Nokturnal Mortum obtient sa première reconnaissance occidentale avec la sortie de l'album Goat Horns, leur deuxième album studio, qui se distingue par la présence de deux claviéristes sur l'album, souvent sur la même chanson, et par le mélange de musique ukrainienne traditionnelle et de black metal.
Les premiers albums du groupe sortent chez The End Records et (sous forme de pressage de licence) chez Nuclear Blast, mais le label et le groupe se sont séparés après la sortie de l'album Nechrist et une réédition de la démo Lunar Poetry en raison d'un désaccord. Selon Varggoth, « Nous avions un contrat avec The End Records mais il a été rompu. Nous avons des points de vue différents. Ils n'aimaient pas notre politique, nous n'aimions pas leur façon de faire des affaires. Ils nous doivent de l'argent. Cela a suffi à créer un conflit. »
Le leader du groupe, Knjaz Varggoth, est l'une des figures de proue du National socialist black metal (NSBM) en Europe de l'Est. Il a joué dans plusieurs groupes de NSBM, tels que Aryan Terrorism, Warhead et Temnozor. Les albums Weltanschauung et l'album live Live in Katowice de Nokturnal Mortum sont publiés par No Colours Records, un label allemand associé au NSBM. Dans une interview avec Frostkamp, Varggoth déclare que l'album Weltanschauung est influencé par Miguel Serrano, un ancien diplomate chilien, négationniste et figure majeure de l'hitlérisme ésotérique.

### Années 2000

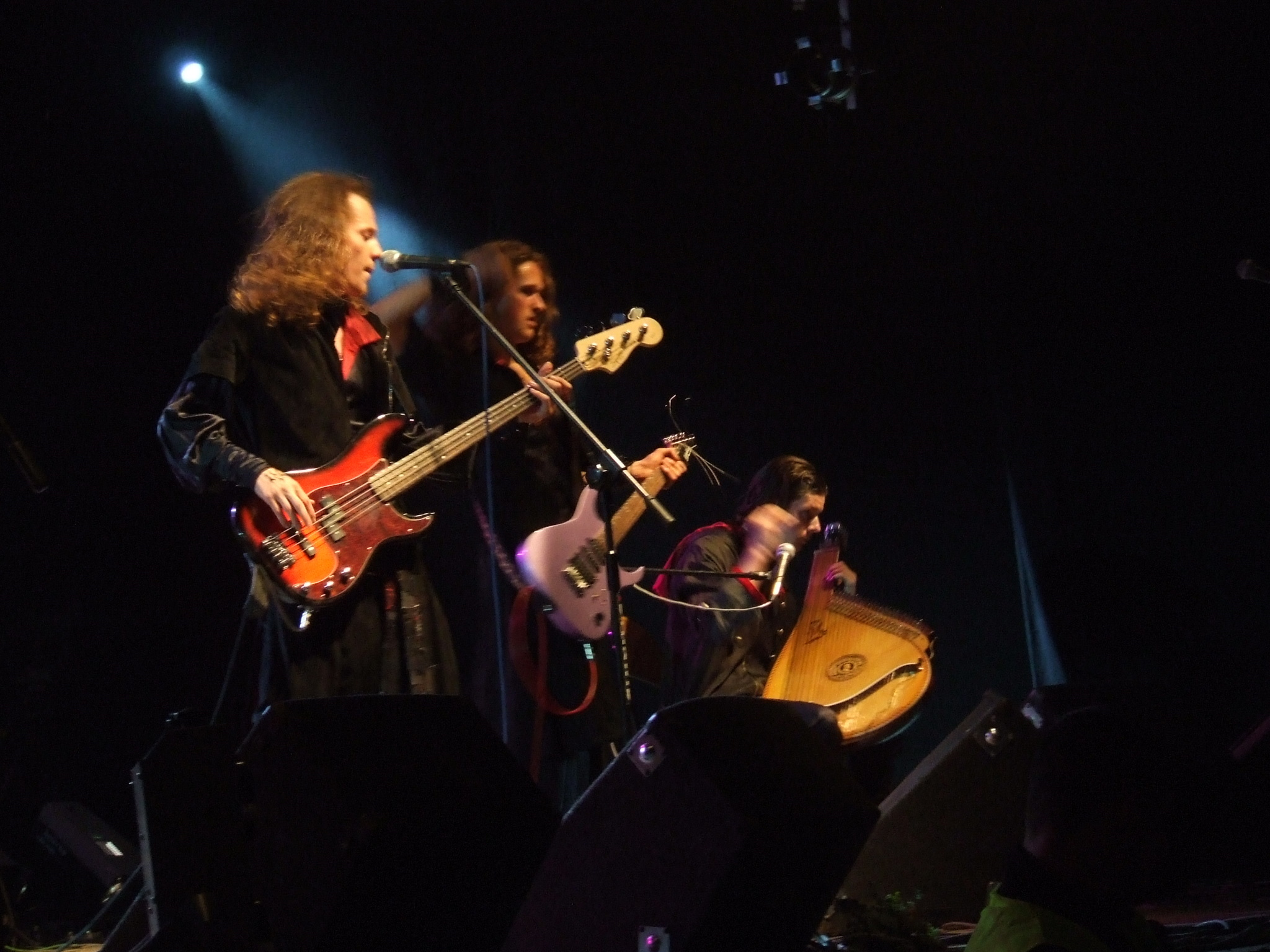
Tin Sontsia au festival de Basovišča, en 2007.

Tin Sontsia est un groupe ukrainien de folk metal originaire de Kiev. Le style du groupe était principalement proche du rock alternatif, mais en 2003, ils sont venus à ce qu'on appelle le rock cosaque. Presque toutes les paroles sont en ukrainien, mais certaines chansons ont été écrites en biélorusse.
Kroda est un groupe de black metal formé en 2003 à Dnipropetrovsk. Les thèmes lyriques principaux du groupe sont le paganisme, la nature et l'histoire. Leur sixième album studio est sorti le 1er mai 2015. Le groupe est formé par deux musiciens, Eisenslav et Viterzgir, en mars 2003. Le nom du groupe est tiré de l'ancienne langue slave orientale et signifie « Le feu du bûcher funéraire ». Selon la légende, lorsque les corps des guerriers brûlaient, leurs âmes étaient emportées avec la fumée vers les palais célestes des dieux. La fumée était en quelque sorte un guide pour Rod. En sanskrit, le mot kroda signifie « colère, rage ». Ainsi, la signification du nom révèle le concept du groupe.
En mai 2004, Kroda sort son premier album Поплач мені, річко.. sur Stellar Winter Records. Leur deuxième album До небокраю життя... est enregistré de janvier à avril 2005, et sort le 20 juillet de la même année. En 2012, il est remastérisé et réédité sur le label allemand Purity Through Fire Records. En août 2007, Kroda se produit pour la première fois en public lors du festival ukrainien de metal Svarohovo Kolo II, qui se tient à Sébastopol. Le 22 décembre, le groupe participe au Kolovorot Fest à Kharkiv.

### Années 2010
Make Me Famous est un groupe ukrainien de metalcore. Il est formé en 2010 par le guitariste rythmique et co-vocaliste Denis Shaforostov, qui a gagné en popularité grâce à sa chaîne YouTube above92. Le groupe a sorti un album studio, intitulé It's Now or Never.
IGNEA est un groupe de metal symphonique de Kiev, formé en 2013. En 2021, ils signent avec Napalm Records.